# أورغنيه
أورغنيه (الاسم الذاتي: Aoeur'gny أو Auregny، بالفرنسية: Aurigny، بالإنجليزية: Auregnais) هي لهجة نورمندية في كانت منتشرة في آلدرني وهي إحدى جزر القنال. تقترب لهجة أورغنيه من اللهجات النورمندية الأخرى في جزر القنال وهي لهجة جورنيزيه في جزيرة غيرنزي ولهجة جارييه في جزيرة جيرزي ولهجة سيركيه في جزيرة سارك، بالإضافة إلى اللغة انورمندية المنتشرة في نورماندي بشمالي فرنسا.
انقرضت هذه اللهجة خلال القرن العشرين. ويظهر معظم ما بقي من تأثير الأورغنيه في أسماء الأماكن في آلدرني، كما يوجد تسجيل صوتي واحد معروف يوثق اللهجة. وقد أطلق علماء اللغويات على اختفاء أورغنيه «أسوأ حالة موثقة للانقراض اللغوي الحديث».

## التاريخ
توفي آخر متحدث أصلي معروف للأورغنيه حوالي عام 1960. قام عالم اللغويات وواضع «قاموس جارييه-فرنسي» (بالفرنسية: Dictionnaire Jersiais-Français) فرانك لو ميستر بتسجيل العينة الصوتية الوحيدة المعروفة لأورغنيه والتي نشرها عام 1982.
كان التنقل السكاني أحد الأسباب التي أدت إلى انقراض الأورغنيه، وتحديداً تدفق العمال الوافدين إلى جزيرة آلدرني من المملكة المتحدة حيث قامت الحكومة البريطانية بتوظيف هؤلاء العمال من أجل تشييد مشروع الميناء الذي كان حينها قد باء بالفشل وغيرها من التحصينات الأخرى إبان حقبة الملكة فيكتوريا، بالإضافة إلى تمركز حامية بريطانية كبيرة بين سكان الجزيرة المحليين، وهو ما لعب دوراً في تراجع مكانة الأورغنيه كلغة للتواصل. ويُعتقد أن إجلاء سكان آلدرني الأصليين إلى بريطانيا خلال الحرب العالمية الثانية (قام الفيرماخت باحتلال الجزيرة) كان عاملاً أساسياً في تلاشي لهجة (لغة) أورغنيه المحكية. كما تلاشت اللهجة بعد ذلك أكثر فأكثر نتيجة قدوم الوافدين من إنجلترا ممن انتقلوا إلى المنطقة لأسباب ضريبة ولسد ثغرة قلة المهن المحلية.
كما كان التجاهل الرسمي من قبل الهيئات المعنية ولا سيما في القطاع التعليمي سبباً آخر أدى لانحسار الأورغنيه، حيث لم يجري تعليمها على الإطلاق. وقك كانت صحيفة Le Bailliage التي تصدر في غيرنزي قد أشارت خلال ثمانينات القرن العشرين إلى الوضع الذي أضحت عليه الأورغنيه فقد توقف أطفال الجزيرة عن التحدث بها بين بعضهم البعض، ويعود السبب جزئياً إلى عدم تشجيع الأساتذة للطلاب على استخدمها واستعاضوا عنها بتعليمهم للغة الفرنسية القياسية. ولكن تزامن انحسار الأورغنيه بالترافق مع تراجع التحدث بالفرنسية أيضاً. وفقدت الفرنسية حالتها كلغة رسمية للجزيرة عام 1966.

## وصلات خارجية
- أمثلة لمقارنة المفردات لأورغنيه